# إم في بي أرينا
إم في بي أرينا (بالإنجليزية: MVP Arena) في الأصل نيكربوكر أرينا، ثم بيبسي أرينا وتايمز يونيون سنتر هي ساحة داخلية تقع في ألباني، نيويورك، الولايات المتحدة.